# Jarosław Kret
Jarosław Kret (ur. 4 grudnia 1963 w Warszawie) – polski prezenter pogody, dziennikarz telewizyjny, fotoreporter i podróżnik.

## Młodość
Ma brata bliźniaka, Jacka, który jest członkiem zespołu muzycznego Poparzeni Kawą Trzy.
Uczył się w XLIX Liceum z Oddziałami Dwujęzycznymi im. Johanna Wolfganga Goethego w Warszawie. Studiował egiptologię w Instytucie Orientalistycznym Uniwersytetu Warszawskiego. W latach 1987–1988 przebywał na stypendium na Uniwersytecie Kairskim. Przez dwa lata studiował archeologię śródziemnomorską w Instytucie Archeologii Śródziemnomorskiej. Po stypendium w Kairze przez dwa lata studiował afrykanistykę w zakładzie Afrykanistyki Instytutu Orientalistycznego. W latach 2000–2002 studiował kulturoznawstwo w Podyplomowym Studium Stosunków Międzykulturowych w Instytucie Orientalistycznym Uniwersytetu Warszawskiego.

## Kariera
W 1992 zaczął pracować jako dziennikarz w lokalnych gazetach warszawskich, współtworząc lokalny miesięcznik „Joli Bord”. W 1993 został prezenterem i reporterem Wiadomości Warszawskich w prywatnej stacji telewizyjnej Nowa Telewizja Warszawa. W latach 1994–1995 pracował jako prezenter i reporter Teleexpressu w TVP1. W latach 1995–1999 prowadził swoje autorskie programy telewizyjne: Klub Podróżników, Kino Klubu Podróżników w TVP Warszawa.
Od 2002 jest prezenterem prognozy pogody, a od 2020 – spikerem. W latach 2002–2016 był związany z TVP: najpierw w TVP3 (2002-2004), a od września 2004 do czerwca 2016 – po Wiadomościach w TVP1. Był też prezenterem pogody w TVP Info, a od marca 2017 do listopada 2018 – w Nowa TV. Od grudnia 2018 jest prezenterem pogody w Radiu Złote Przeboje, a 18 grudnia 2019 zadebiutował w tej roli w telewizji Polsat, gdzie prognozy pogody prowadził po głównym wydaniu Wydarzeń oraz na antenie Polsat News, a także zapowiadał programy Polsatu m.in. po serialach, filmach czy też po Interwencji. Od czerwca 2020 do 31 sierpnia 2021 prowadził na antenie Superstacji swój autorski magazyn EkoKret, w którym omawiał zagadnienia związane z ekologią oraz promował zachowania mające na celu troskę o środowisko naturalne. 20 grudnia 2023 poinformował w mediach społecznościowych że odchodzi z Telewizji Polsat i przechodzi do TVP. 16 stycznia 2024 ponownie po ośmiu latach poprowadził prognozę pogody w TVP.
Należał do założycielskiego składu redakcyjnego polskiego wydania magazynu „National Geographic” (1998–2001), w którym przez trzy lata pełnił funkcję redaktora. W tym czasie był też autorem artykułów i fotoreportaży w National Geographic Polska. Od jesieni 2009 do marca 2010 prowadził autorski program w TVP Info Planeta według Kreta, w którym opowiadał o kulturze i obyczajach zwiedzanych przez niego krajów. Program zawiesił w związku z narodzinami syna, Franciszka. W latach 2010–2011 prowadził cykliczny program Podróże z barometrem. Od września 2011 do stycznia 2014 prowadził i współtworzył na antenie TVP Info cykliczny program pt. Polska według Kreta, który doczekał się 110 odcinków. W 2017 prowadził program podróżniczy Radia Złote Przeboje Cztery kąty i Kret piąty z różnych miast Polski. Członek Stowarzyszenia Dziennikarzy Podróżników Globtroter.
W 2005 prowadził w Polskim Radiu sobotnie wydania audycji Lato z Radiem. W latach 2007–2008 współtworzył i prowadził w TVP1 cykliczny program telewizyjny o kulturze języka polskiego Od słów do głów.
Był uczestnikiem programów rozrywkowych: Gwiazdy tańczą na lodzie (2007) i Dancing with the Stars. Taniec z gwiazdami (2018) oraz finalistą drugiej serii reality show Agent – Gwiazdy (2017). W 2018 zagrał samego siebie w filmie Patryka Vegi Kobiety mafii.

## Życie prywatne
W latach 1993–1996 był mężem dziennikarki Edyty Mikołajczyk. Po rozwodzie przez kilka lat spotykał się z indyjską aktorką Tannishthą Chatterjee. W latach 2006–2008 był związany z Agatą Młynarską. Ze związku z reżyserką i producentką Małgorzatą Kosturkiewicz ma syna Franciszka (ur. 12 marca 2010). W latach 2013–2018 był związany z Beatą Tadlą.

## Organizacje
- od 1999 – członek (Fellow International) The Explorers Club.
- od 2007 – członek Climate Broadcasters Network Europe, organizacji zrzeszającej europejskich prezenterów i twórców prognoz pogody[16] (był jej współzałożycielem, jest członkiem tzw. Core Group – grupy koordynująco-inicjatywnej)
- od 2008 – członek IABM – International Association of Broadcast Meteorology.
- od 2010 – członek Rady Fundacji WWF Polska.
- od 6 grudnia 2010 – członek Kapituły Rycerzy „Białej Wstążki”.
- od 2006 – czynny uczestnik kongresów, sympozjów, for i konferencji o tematyce meteorologicznej i związanej ze zmianami klimatu (konferencje organizowane m.in. przez WMO, Forum de Meteo, France Meteo, Komisja Europejska, CBN-E, IABM, EMS i inne)
- Członek Stowarzyszenia Dziennikarzy Podróżników Globtroter.

## Nagrody
- Telekamera 2012 w kategorii „Prezenter pogody”
- Wettergipfel 2017 – pierwsze miejsce w konkursie prezentacji prognoz pogody na 11. Międzynarodowym Szczycie Pogodowym w Obergurgl
- Wettergipfel 2018 – drugie miejsce w konkursie prezentacji prognoz pogody na 12. Międzynarodowym Szczycie Pogodowym w Ischgl[17]

## Publikacje
- Kret na Pogodę, Warszawa: G + J Gruner + Jahr, 2005, ISBN 83-89221-57-8.
- Ziemia Święta, Bielsko-Biała: Wydawnictwo Pascal, 2007, ISBN 978-83-7513-176-5 (seria Wyprawy Marzeń).
- Madagaskar, Bielsko-Biała: Wydawnictwo Pascal, 2008, ISBN 978-83-7513-368-4 (seria Wyprawy Marzeń).
- Moja Ziemia Święta, wyd. I: Bernardinum, 2006, ISBN 83-7380-347-5.
- Moja Ziemia Święta, wyd. II, zmienione: Warszawa: Agora, 2006, ISBN 978-83-60225-53-0 ISBN 83-60225-53-2.
- Atlas pogody współautor (autor Ryszard Klejnowski), Bielsko Biała, 2008, Wyd. Pascal, ISBN 978-83-7513-210-6.
- Moje Indie, Warszawa: Świat Książki, 2009, ISBN 978-83-247-1802-3.
- Planeta według Kreta, Warszawa, PWN, 2011, ISBN 978-83-01-16715-8.
- Mój Egipt, Warszawa: Świat Książki, 2011, ISBN 978-83-7799-067-4.
- Polska według Kreta, współautor, PWN, Warszawa, 2012, ISBN 978-83-01-17041-7.
- Podróże kulinarne z Jarkiem Kretem. Kuchnia indyjska, ISBN 978-83-274-0710-8.
- Mój Madagaskar, Warszawa: Świat Książki, 2014, ISBN 978-83-7943-441-1.
- „W Ziemi Świętej”, Poznań: Rebis, 2016, ISBN 978-83-7818-768-4.

## Słuchowiska
- 2010, narrator w bajce Jana Wilkowskiego pt. Tymoteusz wśród ptaków (ISBN 978-83-931089-0-9) Fundacja „Z kulturą”, Bielsko Biała 2010 (książka z płytą CD) – pierwsza część z cyklu „Tymoteusz Rymcimci”.

## Polski dubbing
- 2010: Ryś i spółka, czyli zwierzaki kontratakują – Kret Krecik